# 親子の対立
親子の対立（おやこのたいりつ）あるいは親子間コンフリクト（英: Parent-offspring conflict）は、親子間で最適な生存戦略が異なるために起きる進化的対立のことである。両親は子の数を最大化するようつとめる事で自身の適応度を増大させることができるが、子は兄妹と争い親の投資をより多く独占しようと努めることで自身の適応度を高めることができる。この理論は血縁選択説の理論的拡張として1974年にロバート・トリヴァースによって提案され、利己的遺伝子としてより一般化され、観察されている多くの生物学的現象に適用されている。親子の葛藤、親子間闘争などとも訳され定訳はない。

## 実例

### 植物
いくつかの研究が、親子間対立がさやを持つ植物で見られ、種子の最適数の進化を促す可能性を示唆している。

### 鳥類
親子間の対立の初期の例は鳥類、特に猛禽類で観察された。親はしばしば二つ以上の卵を産み、二羽以上の子を育てようと試みるのと同時に、もっとも強い子は弱い兄妹を殺して親が運ぶ食糧を独占しようとすることがある。このような対立が鳥類の最適クラッチサイズの進化の原動力であると提案されている。

### 人間の例
人間における重要な親子間対立の例はデイビッド・ヘイグ（Haig 1993）の妊娠中の遺伝的対立の研究で提示された。ヘイグは、胎児の遺伝子は「母親が胎児に与える栄養の”母親にとって”の最適量」よりも多くの栄養を引き出すよう選択を受ける（すなわちより多く栄養を引き出す対立遺伝子はそうでない対立遺伝子よりも割合が増す）と主張し、この仮説には経験的な証拠の支持を受けている。例えば胎盤は母親のインスリン感受性を減少させ、allocrineホルモンを分泌する。それによって胎児が利用できる血糖の量を増加させる。母親は血中のインスリン濃度を上昇させることで対抗する。この影響を打ち消すために胎盤はインスリン分解酵素の生産を刺激するインスリン受容体を持っている。
およそ30%の胎児は出産まで到達せず（22%は臨床上の妊娠に達しない）、これは母と子の第二の対立の舞台を作る。胎児は自然流産のための質のカットオフポイント（自分自身を切り捨てる地点）を持つが、それは母親が期待する値よりも低い。母親も繁殖人生の終わりに近づけば質のカットオフポイントは下げざるを得ないだろう。高齢の母親が遺伝的障害を持った子をより多く産みやすいのはこの影響を受けているかも知れない。
はじめは妊娠の持続は母親の黄体ホルモンによってコントロールされる。しかし妊娠後期には母親の黄体ホルモンの分泌を引き起こす、母胎の血中に放出されるヒト絨毛性ゴナドトロピンによってコントロールされる。これはまた母親にとっての最適量よりも多くの血液の供給を求める胎児のために、胎盤への血液の供給を巡る対立も引き起こす（高い出生時体重はそれだけで母親にとっての危険因である）。これは高血圧症を引き起こす。この出生時体重ははっきりと母親の血圧と相関している。